# Menelaos Loundemis
Menelaos Loundemis (griechisch Μενέλαος Λουντέμης, transkr. auch Loudemis und Ludemis, eigentlich Dimitrios (Takis) Valasiadis Δημήτριος (Τάκης) Βαλασιάδης, Geburtsname Balasoglou; * 1912 in Agia Kyriaki (türkisch Kemerbend heute Taşpınar), Vilayet Bursa; † 22. Januar 1977 in Athen) war ein griechischer Schriftsteller und Übersetzer. Sein Pseudonym wählte er nach dem Fluss Loudias, an dessen damaligem Oberlauf (Moglenitsas) er nach der Vertreibung der Familie aus Kleinasien seine Kindheit verbrachte. Als  Mitglied der Kommunistischen Partei Griechenlands und Vertreter des Sozialistischen Realismus wurde er im Griechenland der Nachkriegszeit lange verfolgt und verbrachte einige Jahre im rumänischen Exil. Gleichwohl war er eine wichtige Figur für das intellektuelle Leben der 1970er Jahre in Griechenland und in dieser Zeit einer der meistgelesenen Autoren des Landes.

## Leben und Werk
Dimitrios Balasoglou stammte aus einer wohlhabenden Familie von der Ostküste des Marmarameeres; seine Eltern waren Grigoris Balasoglou (der sich nach der Flucht nach Griechenland Valasiadis nannte) und Domna Tsouflidi; er hatte vier Schwestern. Die ursprünglich wohlhabende Familie verlor durch die Zwangsumsiedlung nach Griechenland infolge der Konvention von Lausanne 1923 ihr gesamtes Vermögen. Aus Yalova gelangte die Familie zunächst nach Ägina, über Edessa schließlich in die Kleinstadt Exaplatanos, wo sie sich noch 1923 ansiedelte. Der Schüler war wegen der Armut seiner Familie darauf angewiesen, selbst Geld zu verdienen, so arbeitete er als Küchenjunge, Schuhputzer, Kirchensänger und Lehrer in den Dörfern Almopias, schließlich auch als Aufseher bei Arbeiten am Fluss Gallikos. 
Erste Veröffentlichungen erschienen noch unter seinem bürgerlichen Namen, 1927 und 1928 Gedichte in der Zeitschrift Agrotiki Idea in Edessa sowie Gedichte und Kurzgeschichten um 1930 in der Zeitschrift Nea Estia. Sein Pseudonym benutzte er erstmals 1934 für die Kurzgeschichte Mia nychta me polla fota kato apo mia poli me polla asteria (‚Eine Nacht mit vielen Lichtern unter einer Stadt mit vielen Sternen‘). 
In der 4. Klasse der damals sechsjährigen Mittelschule (gymnasio) wurde Loundemis aus politischen Gründen „von der Schule genommen“ und von allen griechischen gymnasia ausgeschlossen. Hierauf folgte eine Odyssee, die den Dichter über Edessa, ein Internat in Kozani und – einer Theater-Wandertruppe folgend – nach Volos und schließlich nach Athen führte, wo er sich eng mit Kostas Varnalis, Angelos Sikelianos und Miltiadis Malakassis befreundete. 
Seine Kurzgeschichten-Sammlung Ta plia den araxan (‚Die Schiffe ankern nicht‘) wurde 1938 mit einem Großen Staatspreis für Prosa prämiert. Malakassis verschaffte ihm in diesem Jahr einen Posten als Bibliothekar der Athinaiki leschi (eines Athener Clubs nach britischem Vorbild), der ihm eine finanzielle Grundlage ermöglichte. Zur selben Zeit ermöglichte ihm die Freundschaft zum Byzantinisten Nikos A. Bees Kurse an der philosophischen Fakultät der Universität als Gasthörer zu besuchen. Erste schriftstellerische Erfolge folgten, und er wurde Mitglied im Griechischen Schriftstellerverband, damals unter dem Vorsitz von Nikos Kazantzakis. 
Während der deutschen Besetzung Griechenlands im Zweiten Weltkrieg spielte Loundemis eine aktive Rolle in der nationalen Widerstandsbewegung: Für die Nationale Befreiungsfront (EAM, gr. Ethniko Apeleftherotiko Metopo Εθνικό Απελευθερωτικό Μέτωπο) wirkte er als Sekretär der Organisation der Intellektuellen. Während des Griechischen Bürgerkriegs (1946–49) wurde er wegen seiner linken Gesinnung verhaftet und wegen Hochverrats zum Tode verurteilt, das Urteil wurde jedoch nicht vollzogen. Stattdessen wurde er erst auf der Gefängnisinsel Makronisos, dann im Lager auf Agios Efstratios interniert, wo er Mikis Theodorakis und Giannis Ritsos zu seinen Mitgefangenen gehörten. Sein 1958 veröffentlichtes Buch Vourkomenes meres (Βουρκωμένες μέρες, etwa ‚Tränenerfüllte Tage‘) wurde gerichtlich verboten. Unter der griechischen Militärdiktatur (1967–74) des Georgios Papadopoulos emigrierte Loundemis nach Bukarest und bekam die griechische Staatsbürgerschaft aberkannt. In Rumänien setzte er sein Werk fort, auch einige Jahre nach dem Regierungswechsel 1974. In dieser Zeit unternahm er mehrere ausgedehnte Reisen, unter anderem nach China und Vietnam. Die Vietnamreise verarbeitete er in seinem Buch Bat-Tai (gr. Μπατ-Τάι, 1966). Erst 1976 erhielt er wieder die griechische Staatsbürgerschaft und kehrte nach Athen zurück. Dort starb er schon im folgenden Jahr an einem Herzinfarkt, sein Leichnam wurde öffentlich aufgebahrt.
Loundemis hinterließ rund 45 Bücher mit Romanen, Erzählungen und Lyrik. Darüber hinaus übersetzte er zahlreiche rumänische Autoren ins Griechische.

## Rezeption

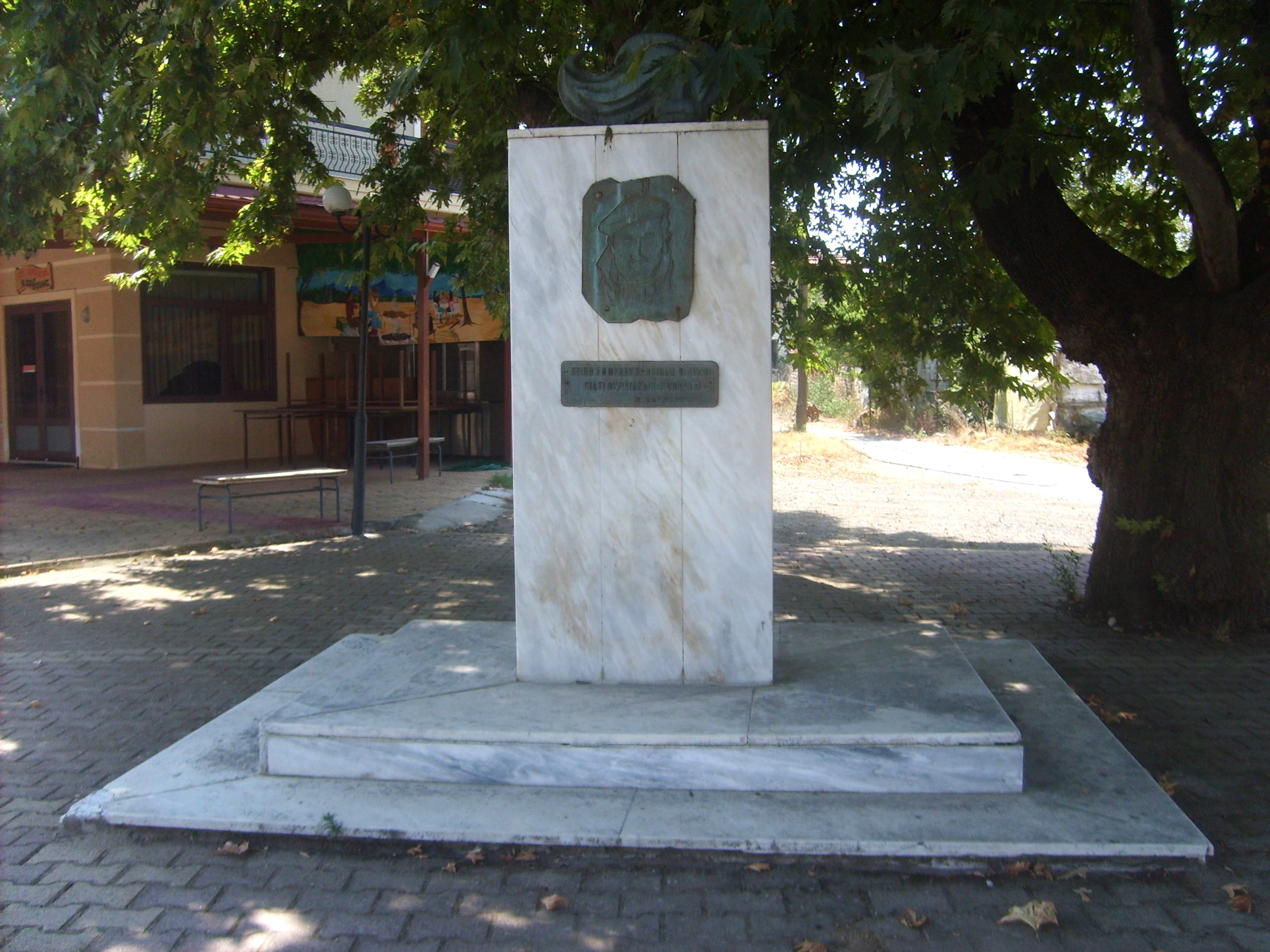
Gedenkstein für Loundemis in Exaplatanos

Loundemis’ Bücher wurden in mehrere Sprachen übersetzt, vorwiegend in die der Länder des Ostblocks wie ins Polnische, Rumänische und Bulgarische, einige auch ins Chinesische und Vietnamesische. Im übrigen Europa erschienen einige seiner Texte in Zeitungen und Zeitschriften, sein Roman Ena pedi metrai t’ astra erschien auch in deutscher Übersetzung. Einige seiner Gedichte wurden auch vertont, so Erotiko kalesma (Ερωτικό κάλεσμα, etwa ‚Liebes-Einladung‘) durch die Brüder Charis und Panos Katsimichas mit dem Sänger Giorgos Dalaras. Der Komponist Spyros Samoilis veröffentlichte 1976 eine Schallplatte mit einigen Liedern auf Texte Loundemis’. Für diese Schallplatte sprach Loundemis einen Ausschnitt aus dem Gedicht Ime kala (Είμαι καλά ‚Mir geht es gut‘) selbst ein.
Mit dem Kurzfilm o giannis ki’ o dromos (ο γιάννης και ο δρόμος, ‚giannis und die straße‘) debütierte 1967 die griechische Filmregisseurin Tonia Marketaki. David Nachmias drehte 2004 für das griechische Fernsehen ERT einen Dokumentarfilm über Loundemis, der umfangreiches Bild- und Filmmaterial aus Loundemis’ Lebenszeit verwendet.
Loundemis erhielt 1951 in Paris den Laurier d'Or Paneurope. Zu seinen Ehren wurde nach ihm in Bukarest ein öffentliches Gebäude benannt. Der Nationale griechische Schriftstellerverband verleiht ihm zu Ehren den Menelaos-Loundemis-Preis (gr. Vravio Menelaou Loundemi Βραβείο Μενέλαου Λουντέμη).

## Werke

### In deutscher Übersetzung
- in: Melpo Axioti und Dimitris Hadzis (Hrsg.): Antigone lebt. Neugriechische Erzählungen. Volk und Welt, Berlin (Ost) 1960.